# Fuengirola Potros 2018
Questa voce raccoglie le informazioni riguardanti i Fuengirola Potros nelle competizioni ufficiali della stagione 2018.

## XVII Liga Andaluza de Futbol Americano

### Stagione regolare
| Fuengirola 17 dicembre 2017, ore 13:00 | Fuengirola Potros | 79 – 0 referto | Málaga Corsairs | Estadio de Suel |

| Santiponce 14 gennaio 2018, ore 12:00 | Sevilla Linces | 3 – 46 referto | Fuengirola Potros | Estadio Juan Muñoz Romero |

| Fuengirola 4 febbraio 2018, ore 13:00 | Fuengirola Potros | 87 – 0 referto | El Puerto Seagulls | Estadio de Suel |

| Palomares del Río 18 febbraio 2018, ore 13:00 | Mairena Blue Devils | 29 – 34 referto | Fuengirola Potros | Polideportivo |

| Fuengirola 4 marzo 2018, ore 13:00 | Fuengirola Potros | 28 – 0 referto | Almería Barbarians | Estadio de Suel |

| Malaga 25 marzo 2018, ore 12:00 | Málaga Corsairs | 0 – 76 referto | Fuengirola Potros | Campo de fútbol José Gallardo |

### Playoff
| Fuengirola 8 aprile 2018, ore 11:00 | Fuengirola Potros | 68 – 0 referto | Málaga Corsairs | Estadio de Suel |

| Fuengirola 29 aprile 2018, ore 11:00 | Fuengirola Potros | 19 – 14 referto | Mairena Blue Devils | Estadio de Suel |

## Statistiche di squadra
| Competizione      | %Vittorie | In casa | In casa | In casa | In casa | In casa | In casa | In trasferta | In trasferta | In trasferta | In trasferta | In trasferta | In trasferta | Totale | Totale | Totale | Totale | Totale | Totale |
| Competizione      | %Vittorie | G       | V       | N       | P       | Pf      | Ps      | G            | V            | N            | P            | Pf           | Ps           | G      | V      | N      | P      | Pf     | Ps     |
| ----------------- | --------- | ------- | ------- | ------- | ------- | ------- | ------- | ------------ | ------------ | ------------ | ------------ | ------------ | ------------ | ------ | ------ | ------ | ------ | ------ | ------ |
| Stagione regolare | 1.000     | 3       | 3       | 0       | 0       | 194     | 0       | 3            | 3            | 0            | 0            | 156          | 32           | 6      | 6      | 0      | 0      | 350    | 32     |
| Stagione regolare | 1.000     | 2       | 2       | 0       | 0       | 87      | 14      | 0            | 0            | 0            | 0            | 0            | 0            | 2      | 2      | 0      | 0      | 87     | 14     |
| Totale            | 1.000     | 5       | 5       | 0       | 0       | 281     | 14      | 3            | 3            | 0            | 0            | 156          | 32           | 8      | 8      | 0      | 0      | 437    | 46     |